# Howesiidae
Los howésidos (Howesiidae) son una familia de arcosauromorfos rincosaurianos rincosauroides, que vivieron a principios del Período geológico Triásico, hace aproximadamente 245 millones de años en el Anisiense.